# NGC 88
NGC 88 je čočková galaxie v souhvězdí Fénix. Její zdánlivá jasnost je 14,1 m a úhlová velikost 0,8′ × 0,5′. Je vzdálená 151 milionů světelných let, průměr má 35.000 světelných let.  Galaxie je členem skupiny galaxií Robertsova kvartetu spolu s NGC 87, NGC 89 a NGC 92. Galaxii objevil 30. září 1834 John Herschel.